# François-Louis Dejuinne
François Louis Hardy de Juinne dit Dejuinne (1784-1844) var en fransk maler. Han var fra hav var 17 år elev af Girodet-Trioson og malede historiske motiver.
- Wikimedia Commons har flere filer relateret til François-Louis Dejuinne